# Indicazione geografica tipica
L'indicazione geografica tipica, meglio nota con l'acronimo IGT, è la terza delle cinque classificazioni dei vini recepite in Italia; indica vini prodotti in aree generalmente ampie ma secondo dei requisiti specificati nei vari disciplinari.

## Requisiti
I requisiti di base per il riconoscimento di un vino IGT si applicano ai vini la cui produzione avviene nella rispettiva indicazione geografica, le uve da cui è ottenuto provengono per almeno l'85% esclusivamente da tale zona geografica, con indicate le caratteristiche organolettiche. I requisiti sono meno restrittivi di quelli richiesti per i vini a denominazione di origine controllata (DOC). L'IGT è importante in quanto è il primo gradino (della piramide) che separa il vino senza indicazione (generico) dal vino con indicazione.
Dal 2010 la classificazione IGT è stata ricompresa nella categoria comunitaria IGP (così come la DOCG e la DOC nella DOP).
Questa categoria comprende i vini prodotti in determinate regioni o aree geografiche (autorizzate per legge), secondo un disciplinare di produzione; essi possono riportare sull'etichetta, oltre all'indicazione del colore, anche l'indicazione del o dei vitigni utilizzati e l'annata di raccolta delle uve.
La menzione IGT può essere sostituita dalla menzione Vin de pays per i vini prodotti in Valle d'Aosta, e dalla menzione Landwein per i vini prodotti nella provincia autonoma di Bolzano.
Generalmente in questa categoria rientrano i vini prodotti in territori molto estesi (tipicamente una regione ma anche zone provinciali molto grandi) secondo un disciplinare molto meno restrittivo e severo dei vini a DOC. È opportuno precisare inoltre che, a volte, la collocazione di un vino tra gli IGT è dovuta sia a scelte commerciali, sia all'impossibilità, per la loro composizione (vitigni utilizzati o altro aspetto del processo produttivo), di rientrare nei disciplinari delle zone di produzione a DOC e DOCG.

## Tutela
È vietato, quando sia idoneo ad ingannare il pubblico o quando comporti uno sfruttamento indebito della reputazione della denominazione protetta, l'uso di indicazioni geografiche e di denominazioni di origine, nonché l'uso di qualsiasi mezzo nella designazione o presentazione di un prodotto che indichino o suggeriscano che il prodotto stesso proviene da una località diversa dal vero luogo di origine, oppure che il prodotto presenta le qualità che sono proprie dei prodotti che provengono da una località designata da un'indicazione geografica.

## Categorie dei vini
- Denominazione di origine controllata e garantita (DOCG)
- Denominazione di origine controllata (DOC)
- Indicazione geografica tipica (IGT)
- Vino varietale (con o senza l'indicazione del millesimo)
- Vino generico

## Elenco denominazioni

### Abruzzo
- Colli del Sangro
- Colline Frentane
- Colline Pescaresi
- Colline Teatine
- Del Vastese
- Terre Aquilane
- Terre di Chieti
- Colli Aprutini
- Terre d'Abruzzo

### Basilicata
- Basilicata

### Calabria
- Arghillà
- Calabria
- Costa Viola
- Lipuda
- Locride
- Palizzi
- Pellaro
- Scilla
- Valdamato
- Val di Neto

### Campania
- Benevento
- Campania
- Catalanesca Del Monte Somma
- Colli Di Salerno
- Dugenta
- Epomeo
- Paestum
- Pompeiano
- Roccamonfina
- Terre Del Volturno

### Emilia-Romagna
- Bianco di Castelfranco Emilia
- Emilia
- Forlì
- Fortana Del Taro
- Ravenna
- Rubicone
- Sillaro
- Terre Di Veleja
- Val Tidone

### Friuli-Venezia Giulia
- Alto Livenza
- Trevenezie
- Venezia Giulia

### Lazio
- Anagni
- Civitella D'agliano
- Colli Cimini
- Costa Etrusco Romana
- Frusinate
- Lazio

### Liguria
- Liguria di Levante
- Terrazze dell'Imperiese
- Colline del Genovesato
- Colline Savonesi

### Lombardia
- Alto Mincio
- Benaco Bresciano
- Bergamasca
- Collina del Milanese
- Montenetto di Brescia
- Provincia di Mantova
- Provincia Di Pavia
- Quistello
- Ronchi di Brescia
- Ronchi Varesini
- Sabbioneta
- Sebino
- Alpi Retiche
- Terre Lariane
- Valcamonica

### Marche
- Marche

### Molise
- Osco
- Rotae

### Piemonte
nessuna

### Puglia
- Daunia
- Murgia
- Puglia
- Salento
- Tarantino
- Valle D'itria

### Sardegna
- Barbagia
- Colli del Limbara
- Isola Dei Nuraghi
- Marmilla
- Nurra
- Ogliastra
- Parteolla
- Planargia
- Provincia di Nuoro
- Romangia
- Sibiola
- Tharros
- Trexenta
- Valle del Tirso
- Valli di Porto Pino

### Sicilia
- Avola
- Camarro
- Fontanarossa di Cerda
- Salemi
- Salina
- Terre Siciliane
- Valle Belice

### Toscana
- Alta Valle della Greve
- Colli della Toscana Centrale
- Costa Toscana
- Montecastelli
- Toscana
- Val di Magra

### Trentino-Alto Adige
- Trevenezie
- Mitterberg
- Vigneti Delle Dolomiti
- Vallagarina

### Umbria
- Allerona
- Bettona
- Cannara
- Narni
- Spello
- Umbria

### Valle d'Aosta
nessuna

### Veneto
- Alto Livenza
- Colli Trevigiani
- Conselvano
- Trevenezie
- Marca Trevigiana
- Vallagarina
- Veneto
- Veneto Orientale
- Verona
- Vigneti Delle Dolomiti